# Liste des épisodes des Enquêtes de Murdoch
Cette page présente la liste des épisodes de la série télévisée Les Enquêtes de Murdoch (Murdoch Mysteries).

## Liste des épisodes

### Saison 1 (2008)
| N° | #  | Titre français                | Titre original              | Diffusion originale | Audience (Canada) | Diffusion FR | Audience FR |
| -- | -- | ----------------------------- | --------------------------- | ------------------- | ----------------- | ------------ | ----------- |
| 01 | 01 | D'un courant à l'autre        | Power                       | 20 janvier 2008     | inconnue          | inconnue     | inconnue    |
| 02 | 02 | Une malle ensanglantée        | The Glass Ceiling           | 27 janvier 2008     | inconnue          | inconnue     | inconnue    |
| 03 | 03 | Un K.O si parfait             | The Knockdown               | 3 février 2008      | inconnue          | inconnue     | inconnue    |
| 04 | 04 | Élémentaire, mon cher Murdoch | Elementary, My Dear Murdoch | 10 février 2008     | inconnue          | inconnue     | inconnue    |
| 05 | 05 | Mariage de complaisance       | Till Death Do Us Part       | 17 février 2008     | inconnue          | inconnue     | inconnue    |
| 06 | 06 | Lâchez les chiens             | Let Loose the Dogs          | 24 février 2008     | inconnue          | inconnue     | inconnue    |
| 07 | 07 | La Divine Comédie             | Body Double                 | 2 mars 2008         | inconnue          | inconnue     | inconnue    |
| 08 | 08 | Eaux mortelles                | Still Waters                | 9 mars 2008         | inconnue          | inconnue     | inconnue    |
| 09 | 09 | La Marionnette diabolique     | Belly Speaker               | 16 mars 2008        | inconnue          | inconnue     | inconnue    |
| 10 | 10 | Les Nouveaux Esclaves         | Child's Play                | 23 mars 2008        | inconnue          | inconnue     | inconnue    |
| 11 | 11 | Meurtres à l'Institut         | Bad Medicine                | 31 mars 2008        | inconnue          | inconnue     | inconnue    |
| 12 | 12 | Complot royal                 | The Prince and the Rebel    | 6 avril 2008        | inconnue          | inconnue     | inconnue    |
| 13 | 13 | La Planète rouge              | The Annoying Red Planet     | 13 avril 2008       | inconnue          | inconnue     | inconnue    |

### Saison 2 (2009)
| N° | #  | Titre français              | Titre original         | Diffusion originale | Audience (Canada) | Diffusion FR | Audience FR |
| -- | -- | --------------------------- | ---------------------- | ------------------- | ----------------- | ------------ | ----------- |
| 14 | 01 | La Loi du Far West          | Mild, Mild West        | 10 février 2009     | inconnue          | inconnue     | inconnue    |
| 15 | 02 | L'Éventreur de Toronto      | Snakes and Ladders     | 10 février 2009     | inconnue          | inconnue     | inconnue    |
| 16 | 03 | Dans la gueule du dinosaure | Dinosaur Fever         | 17 février 2009     | inconnue          | inconnue     | inconnue    |
| 17 | 04 | Le Roi de l'évasion         | Houdini Whodunit       | 24 février 2009     | inconnue          | inconnue     | inconnue    |
| 18 | 05 | La Fée verte                | The Green Muse         | 3 mars 2009         | inconnue          | inconnue     | inconnue    |
| 19 | 06 | Histoires de femmes         | Shades of Grey         | 10 mars 2009        | inconnue          | inconnue     | inconnue    |
| 20 | 07 | Le crime est une science    | Big Murderer on Campus | 17 mars 2009        | inconnue          | inconnue     | inconnue    |
| 21 | 08 | L'Arme absolue              | I, Murdoch             | 24 mars 2009        | inconnue          | inconnue     | inconnue    |
| 22 | 09 | Crabtree mène l'enquête     | Convalescence          | 31 mars 2009        | inconnue          | inconnue     | inconnue    |
| 23 | 10 | Murdoch.com                 | Murdoch.com            | 6 mai 2009          | inconnue          | inconnue     | inconnue    |
| 24 | 11 | Meurtre à la Synagogue      | Let Us Ask the Maiden  | 13 mai 2009         | inconnue          | inconnue     | inconnue    |
| 25 | 12 | Le Mystère du loup-garou    | Werewolves             | 20 mai 2009         | inconnue          | inconnue     | inconnue    |
| 26 | 13 | Murdoch, Père et Fils       | Anything You Can Do... | 27 mai 2009         | inconnue          | inconnue     | inconnue    |

### Saison 3 (2010)
| N° | #  | Titre français              | Titre original          | Diffusion originale | Audience (Canada) | Diffusion FR     | Audience FR |
| -- | -- | --------------------------- | ----------------------- | ------------------- | ----------------- | ---------------- | ----------- |
| 27 | 01 | L'Inconnu de Bristol        | The Murdoch Identity    | 14 mars 2010        | inconnue          | inconnue         | inconnue    |
| 28 | 02 | La Grande Muraille          | The Great Wall          | 21 mars 2010        | inconnue          | inconnue         | inconnue    |
| 29 | 03 | Victor, Victoria            | Victor, Victorian       | 28 mars 2010        | inconnue          | inconnue         | inconnue    |
| 30 | 04 | Enfant riche, enfant pauvre | Rich Boy, Poor Boy      | 4 avril 2010        | inconnue          | inconnue         | inconnue    |
| 31 | 05 | Suspects multiples          | Me, Myself and Murdoch  | 11 avril 2010       | inconnue          | inconnue         | inconnue    |
| 32 | 06 | Ascenseur pour un tableau   | This One Goes to Eleven | 25 avril 2010       | inconnue          | 30 octobre 2011  | inconnue    |
| 33 | 07 | Cirque sanglant             | Blood and Circuses      | 2 mai 2010          | inconnue          | 30 octobre 2011  | inconnue    |
| 34 | 08 | Futur imparfait             | Future Imperfect        | 9 mai 2010          | inconnue          | 6 novembre 2011  | 2 970 000   |
| 35 | 09 | Le Passé déterré            | Love and Human Remains  | 16 mai 2010         | inconnue          | 13 novembre 2011 | 3 178 000   |
| 36 | 10 | Manoir hanté                | Curse of Beaton Manor   | 23 avril 2010       | inconnue          | 20 novembre 2011 | inconnue    |
| 37 | 11 | Le Bourreau                 | Hangman                 | 30 mai 2010         | inconnue          | 27 novembre 2011 | inconnue    |
| 38 | 12 | La Vérité nue               | In the Altogether       | 6 juin 2010         | inconnue          | 4 décembre 2011  | 3 473 000   |
| 39 | 13 | L'Effet Tesla               | The Tesla Effect        | 13 juin 2010        | inconnue          | 11 décembre 2011 | 3 157 000   |

### Saison 4 (2011)
| N° | #  | Titre français                 | Titre original        | Diffusion originale | Audience (Canada) | Diffusion FR      | Audience FR |
| -- | -- | ------------------------------ | --------------------- | ------------------- | ----------------- | ----------------- | ----------- |
| 40 | 01 | Une vie en lambeaux            | Tattered and Torn     | 7 juin 2011         | inconnue          | 2 septembre 2012  | 3 260 000   |
| 41 | 02 | Les Commandos de Sa Majesté    | Kommando              | 14 juin 2011        | inconnue          | 2 septembre 2012  | 3 260 000   |
| 42 | 03 | Imbroglio à Buffalo            | Buffalo Shuffle       | 21 juin 2011        | inconnue          | 9 septembre 2012  | 2 700 000   |
| 43 | 04 | Maîtres et Domestiques         | Downstairs, Upstairs  | 28 juin 2011        | inconnue          | 9 septembre 2012  | 2 700 000   |
| 44 | 05 | Bons baisers de Paris          | Monsieur Murdoch      | 6 juillet 2011      | inconnue          | 16 septembre 2012 | 2 746 000   |
| 45 | 06 | Meurtre en modèle réduit       | Dead End Street       | 13 juillet 2011     | inconnue          | 16 septembre 2012 | 2 746 000   |
| 46 | 07 | Le Trésor des Confédérés       | Confederate Treasure  | 20 juillet 2011     | inconnue          | 23 septembre 2012 | 3 311 000   |
| 47 | 08 | Sur écoute                     | Dial 'M' for Murdoch  | 27 juillet 2011     | inconnue          | 23 septembre 2012 | 3 311 000   |
| 48 | 09 | La Main noire                  | The Black Hand        | 3 août 2011         | inconnue          | 30 septembre 2012 | 3 250 000   |
| 49 | 10 | Messages divins                | Voices                | 10 août 2011        | inconnue          | 30 septembre 2012 | 3 250 000   |
| 50 | 11 | Soif de sang                   | Bloodlust             | 17 août 2011        | inconnue          | 7 octobre 2012    | 3 644 000   |
| 51 | 12 | Le Voleur de baiser            | The Kissing bandit    | 24 août 2011        | inconnue          | 7 octobre 2012    | 3 644 000   |
| 52 | 13 | Murdoch au pays des merveilles | Murdoch in Wonderland | 31 août 2011        | inconnue          | 14 octobre 2012   | 3 644 000   |

### Saison 5 (2012)
| N° | #  | Titre français                      | Titre original                     | Diffusion originale | Audience (Canada) | Diffusion FR     | Audience FR |
| -- | -- | ----------------------------------- | ---------------------------------- | ------------------- | ----------------- | ---------------- | ----------- |
| 53 | 01 | Le silence est d'or                 | Murdoch of the Klondike            | 6 juin 2012         | inconnue          | 14 octobre 2012  | 3 644 000   |
| 54 | 02 | La Balle magique                    | Back and to the Left               | 13 juin 2012        | inconnue          | 21 octobre 2012  | 3 739 000   |
| 55 | 03 | La Malédiction de la reine de Ma'at | Evil Eye of Egypt                  | 20 juin 2012        | inconnue          | 21 octobre 2012  | 3 739 000   |
| 56 | 04 | Menace terroriste                   | War on Terror                      | 26 juin 2012        | inconnue          | 28 octobre 2012  | 2 900 000   |
| 57 | 05 | Meurtre à l'opéra                   | Murdoch at the Opera               | 3 juillet 2012      | inconnue          | 28 octobre 2012  | 2 900 000   |
| 58 | 06 | La Voiture de demain                | Who Killed The Electric Carriage ? | 10 juillet 2012     | inconnue          | 11 novembre 2012 | 3 770 000   |
| 59 | 07 | Plongée dans les bas fonds (1/2)    | Stroll on the Wild Side (1/2)      | 17 juillet 2012     | inconnue          | 4 novembre 2012  | 3 484 000   |
| 60 | 08 | Plongée dans les bas fonds (2/2)    | Stroll on the Wild Side (2/2)      | 24 juillet 2012     | inconnue          | 4 novembre 2012  | 3 484 000   |
| 61 | 09 | Le Salon des inventions             | Invention Convention               | 31 juillet 2012     | inconnue          | 18 novembre 2012 | 3 707 000   |
| 62 | 10 | Voyage dans l'au-delà               | Staircase to Heaven                | 7 août 2012         | inconnue          | 25 novembre 2012 | 3 800 000   |
| 63 | 11 | Jeu de piste                        | Murdoch in Toyland                 | 14 août 2012        | inconnue          | 2 décembre 2012  | 3 807 000   |
| 64 | 12 | Coup de crosse à Toronto            | Murdoch Night in Canada            | 21 août 2012        | inconnue          | 9 décembre 2012  | 3 881 000   |
| 65 | 13 | La Machine à explorer le temps      | Twentieth Century Murdoch          | 28 août 2012        | inconnue          | 9 décembre 2012  | 3 881 000   |

### Saison 6 (2013)
À partir de cette saison, la série est diffusée sur le réseau CBC.
| N° | #  | Titre français                   | Titre original                | Diffusion originale | Audience (Canada) | Diffusion FR      | Audience FR |
| -- | -- | -------------------------------- | ----------------------------- | ------------------- | ----------------- | ----------------- | ----------- |
| 66 | 01 | La Conquête du ciel              | Murdoch Air                   | 7 janvier 2013      | 1 184 000         | 13 octobre 2013   | 3 650 000   |
| 67 | 02 | Du sang et des lames             | Winston's Lost Night          | 14 janvier 2013     | 969 000           | 13 octobre 2013   | 3 600 000   |
| 68 | 03 | Au diable les bonnes manières !  | Murdoch on the Corner         | 21 janvier 2013     | 961 000           | 20 octobre 2013   | 3 270 000   |
| 69 | 04 | Quand Murdoch rencontre Sherlock | A Study in Sherlock           | 28 janvier 2013     | 1 151 000         | 20 octobre 2013   | 3 270 000   |
| 70 | 05 | Murdoch au naturel               | Murdoch au naturel            | 4 février 2013      | 1 051 000         | 27 octobre 2013   | 4 120 000   |
| 71 | 06 | Le Nuage de mort                 | Murdoch and the Cloud of Doom | 11 février 2013     | 1 168 000         | 27 octobre 2013   | 3 700 000   |
| 72 | 07 | Le Fantôme de Queen's Park       | The Ghost of Queen's Park     | 25 février 2013     | 901 000           | 4 novembre 2013   | 3 690 000   |
| 73 | 08 | Au malheur des dames             | Murdoch in Ladies Wear        | 4 mars 2013         | 1 063 000         | 10 novembre 2013  | 3 620 000   |
| 74 | 09 | Frères d'armes                   | Victoria Cross                | 11 mars 2013        | 1 070 000         | 17 novembre 2013  | 3 490 000   |
| 75 | 10 | Femmes savantes                  | Twisted Sisters               | 18 mars 2013        | 1 223 000         | 24 novembre 2013  | 3 100 000   |
| 76 | 11 | Les Amants maudits               | Lovers in a Murderous Time    | 25 mars 2013        | 997 000           | 1er décembre 2013 | 3 490 000   |
| 77 | 12 | Crime rationnel                  | Crime and Punishment          | 8 avril 2013        | 1 003 000         | 8 décembre 2013   | 3 403 000   |
| 78 | 13 | Petit jeu entre ennemis          | The Murdoch Trap              | 15 avril 2013       | 1 099 000         | 15 décembre 2013  | 3 530 000   |

### Saison 7 (2013-2014)
| N° | #  | Titre français                                           | Titre original                                     | Diffusion originale | Audience (Canada) | Diffusion FR      | Audience FR |
| -- | -- | -------------------------------------------------------- | -------------------------------------------------- | ------------------- | ----------------- | ----------------- | ----------- |
| 79 | 01 | À l'eau, Murdoch ?                                       | Murdoch Ahoy                                       | 30 septembre 2013   | 1 393 000         | 21 septembre 2014 | 3 460 000   |
| 80 | 02 | Les Dessous de la petite reine                           | Tour de Murdoch                                    | 7 octobre 2013      | 1 254 000         | 21 septembre 2014 | 3 500 000   |
| 81 | 03 | Les Aventures cinématographiques de l'inspecteur Murdoch | The Filmed Adventures of Detective William Murdoch | 14 octobre 2013     | 1 001 000         | 28 septembre 2014 | 3 360 000   |
| 82 | 04 | L'Affaire de la gouvernante disparue                     | The Return of Sherlock                             | 21 octobre 2013     | 1 077 000         | 28 septembre 2014 | 3 100 000   |
| 83 | 05 | Les Morts vivants                                        | Murdoch of the Living Dead                         | 28 octobre 2013     | 1 167 000         | 5 octobre 2014    | 3 500 000   |
| 84 | 06 | Une araignée au plafond                                  | Murdochophobia                                     | 4 novembre 2013     | inconnue          | 5 octobre 2014    | 3 130 000   |
| 85 | 07 | Les Dents du lac                                         | Loch Ness Murdoch                                  | 18 novembre 2013    | 1 386 000         | 12 octobre 2014   | 3 690 000   |
| 86 | 08 | Le Pirate de Terre-Neuve                                 | Republic of Murdoch                                | 25 novembre 2013    | 1 404 000         | 12 octobre 2014   | 3 370 000   |
| 87 | 09 | Train de nuit pour Kingston                              | A Midnight Train to Kingston                       | 2 décembre 2013     | 1 408 000         | 19 octobre 2014   | 3 450 000   |
| 88 | 10 | Murdoch mène la danse                                    | Murdoch in Ragtime                                 | 6 janvier 2014      | 1 432 000         | 19 octobre 2014   | 3 400 000   |
| 89 | 11 | Voyage au centre de Toronto                              | Journey to the Centre of Toronto                   | 13 janvier 2014     | 1 316 000         | 26 octobre 2014   | 3 510 000   |
| 90 | 12 | Affaire déclassée                                        | Unfinished Business                                | 20 janvier 2014     | 1 350 000         | 2 novembre 2014   | 3 810 000   |
| 91 | 13 | Escroc contre escroc                                     | The Murdoch Sting                                  | 27 janvier 2014     | 1 476 000         | 9 novembre 2014   | 3 670 000   |
| 92 | 14 | Vendredi 13, 1901                                        | Friday the 13th, 1901                              | 3 mars 2014         | 1 384 000         | 16 novembre 2014  | 3 860 000   |
| 93 | 15 | L'Espion qui venait dans le froid                        | The Spy Who Came Up to the Cold                    | 10 mars 2014        | 1 334 000         | 23 novembre 2014  | 3 650 000   |
| 94 | 16 | Petit Scarabtree                                         | Kung Fu Crabtree                                   | 24 mars 2014        | 1 376 000         | 30 novembre 2014  | 3 310 000   |
| 95 | 17 | Une explosion de silence                                 | Blast of Silence                                   | 31 mars 2014        | 1 336 000         | 7 décembre 2014   | 3 130 000   |
| 96 | 18 | La Mort du Dr Ogden                                      | The Death of Dr Ogden                              | 7 avril 2014        | 1 352 000         | 14 décembre 2014  | 4 090 000   |

### Saison 8 (2014-2015)
| N°  | #  | Titre français                  | Titre original                   | Diffusion originale | Audience (Canada) | Diffusion FR      | Audience FR |
| --- | -- | ------------------------------- | -------------------------------- | ------------------- | ----------------- | ----------------- | ----------- |
| 97  | 01 | Sur les docks, première partie  | On the Waterfront (Part 1)       | 6 octobre 2014      | 940 000           | 23 août 2015      | 3 440 000   |
| 98  | 02 | Sur les docks, deuxième partie  | On the Waterfront (Part 2)       | 13 octobre 2014     | 1 030 000         | 23 août 2015      | 3 410 000   |
| 99  | 03 | Gloire passée                   | Glory Days                       | 20 octobre 2014     | 910 000           | 30 août 2015      | 3 270 000   |
| 100 | 04 | De la fugue à la valse          | Holy Matrimony, Murdoch!         | 3 novembre 2014     | 1 364 000         | 30 août 2015      | 3 240 000   |
| 101 | 05 | Lune de miel à Manhattan        | Murdoch Takes Manhattan          | 10 novembre 2014    | 1 010 000         | 6 septembre 2015  | 3 568 000   |
| 102 | 06 | Une admiration sans limites     | The Murdoch Appreciation Society | 17 novembre 2014    | inconnue          | 6 septembre 2015  | 3 285 000   |
| 103 | 07 | Un loup dans la bergerie        | What Lies Buried                 | 24 novembre 2014    | inconnue          | 13 septembre 2015 | 3 370 000   |
| 104 | 08 | Haute Tension                   | High Voltage                     | 1er décembre 2014   | 1 318 000         | 20 septembre 2015 | 3 270 000   |
| 105 | 09 | La Mascarade des perdreaux      | The Keyston Constables           | 8 décembre 2014     | 1 309 000         | 27 septembre 2015 | 3 508 000   |
| 106 | 10 | Murdoch et le temple de la mort | Murdoch and the Temple of Death  | 12 janvier 2015     | 1 387 000         | 4 octobre 2015    | 3 365 000   |
| 107 | 11 | Tout ce qui brille              | All That Glitters                | 19 janvier 2015     | 1 447 000         | 11 octobre 2015   | 3 523 000   |
| 108 | 12 | Le diable s'habille en corset   | The Devil Wears Whalebone        | 26 janvier 2015     | 1 463 000         | 18 octobre 2015   | 3 222 000   |
| 109 | 13 | Les Incurables                  | The Incurables                   | 9 février 2015      | inconnue          | 25 octobre 2015   | 3 450 000   |
| 110 | 14 | Le Gang des longs jupons        | Toronto's Girl Problem           | 16 février 2015     | 1 374 000         | 1er novembre 2015 | 3 375 000   |
| 111 | 15 | L'habit ne fait pas le moine    | Shipwreck                        | 23 février 2015     | 1 441 000         | 15 novembre 2015  | 3 640 000   |
| 112 | 16 | Un mythe s'écroule              | Crabtree Mania                   | 16 mars 2015        | 1 261 000         | 8 novembre 2015   | 3 086 000   |
| 113 | 17 | Un vote à couper le souffle     | Election Day                     | 23 mars 2015        | 1 336 000         | 22 novembre 2015  | 3 293 000   |
| 114 | 18 | L'Inspecteur perspicace         | Artful Detective                 | 30 mars 2015        | 1 406 000         | 29 novembre 2015  | 3 355 000   |

### Saison 9 (2015-2016)
| N°  | #  | Titre français                       | Titre original                       | Diffusion originale | Audience (Canada) | Diffusion FR      | Audience FR |
| --- | -- | ------------------------------------ | ------------------------------------ | ------------------- | ----------------- | ----------------- | ----------- |
| 115 | 01 | Coupable                             | Nolo Contendere                      | 5 octobre 2015      | 1 270 000         | 28 août 2016      | 3 175 000   |
| 116 | 02 | Qui veut la peau de Samuel Clemens ? | Marked Twain                         | 12 octobre 2015     | inconnue          | 28 août 2016      | 3 030 000   |
| 117 | 03 | De surprise en surprise              | Double Life                          | 26 octobre 2015     | 1 191 000         | 4 septembre 2016  | 3 136 000   |
| 118 | 04 | De cuivre et d'os                    | Barenaked Ladies                     | 2 novembre 2015     | 1 352 000         | 11 septembre 2016 | 3 393 000   |
| 119 | 05 | Compte à rebours                     | 24 Hours Til Doomsday                | 9 novembre 2015     | 1 295 000         | 18 septembre 2016 | 3 137 000   |
| 120 | 06 | Prohibition                          | The Local Option                     | 16 novembre 2015    | 1 265 000         | 25 septembre 2016 | 3 645 000   |
| 121 | 07 | Souvenez-vous... l'été 75            | Summer of '75                        | 23 novembre 2015    | 1 398 000         | 2 octobre 2016    | 3 390 000   |
| 122 | 08 | Vapeurs d'opium                      | Pipe Dreamzzz                        | 30 novembre 2015    | 1 240 000         | 2 octobre 2016    | 3 070 000   |
| SP1 | -  | Une légende de Noël                  | A Merry Murdoch Christmas (téléfilm) | 21 décembre 2015    | 1 969 000         | 20 décembre 2015  | 3 648 000   |
| 123 | 09 | Barboteurs et barboteuses            | Raised on Robbery                    | 11 janvier 2016     | 1 484 000         | 9 octobre 2016    | 3 045 000   |
| 124 | 10 | Oh Capitaine, mon capitaine          | The Big Chill                        | 18 janvier 2016     | 1 490 000         | 9 octobre 2016    | 2 860 000   |
| 125 | 11 | Meurtre sur le Fairway               | A Case of the Yips                   | 25 janvier 2016     | 1 412 000         | 16 octobre 2016   | 3 640 000   |
| 126 | 12 | Amours malheureuses                  | Unlucky in Love                      | 1er février 2016    | 1 501 000         | 16 octobre 2016   | 3 240 000   |
| 127 | 13 | Un monde en noir et blanc            | Colour Blinded                       | 8 février 2016      | 1 486 000         | 23 octobre 2016   | 3 270 000   |
| 128 | 14 | L'enfant sauvage                     | Wild Child                           | 22 février 2016     | 1 421 000         | 23 octobre 2016   | 3 060 000   |
| 129 | 15 | Pour le gîte et le couvert           | House of Industry                    | 29 février 2016     | 1 496 000         | 30 octobre 2016   | 3 180 000   |
| 130 | 16 | Tel est pris qui croyait prendre     | Bl..dy H.ll                          | 7 mars 2016         | 1 360 000         | 30 octobre 2016   | 2 840 000   |
| 131 | 17 | Honneur et réputation                | From Buffalo With Love               | 14 mars 2016        | 1 365 000         | 6 novembre 2016   | 3 833 000   |
| 132 | 18 | Un peu, beaucoup, à la folie         | Cometh the Archer                    | 21 mars 2016        | 1 542 000         | 6 novembre 2016   | 3 650 000   |

### Saison 10 (2016-2017)
| N°  | #  | Titre français                        | Titre original                           | Diffusion originale | Audience (Canada) | Diffusion FR      | Audience FR |
| --- | -- | ------------------------------------- | ---------------------------------------- | ------------------- | ----------------- | ----------------- | ----------- |
| 133 | 01 | Tout feu tout flamme, première partie | Great Balls of Fire, part one            | 10 octobre 2016     | 1 403 000         | 27 août 2017      | 2 828 000   |
| 134 | 02 | Tout feu tout flamme, deuxième partie | Great Balls of Fire, part two            | 17 octobre 2016     | 1 412 000         | 27 août 2017      | 2 828 000   |
| 135 | 03 | Pas de corps, pas de crime            | A Study in Pink                          | 24 octobre 2016     | 1 309 000         | 3 septembre 2017  | 3 045 000   |
| 136 | 04 | Erreur judiciaire                     | Concocting A Killer                      | 31 octobre 2016     | 1 300 000         | 3 septembre 2017  | 2 900 000   |
| 137 | 05 | Une élève douée                       | Jagged Little Pill                       | 7 novembre 2016     | 1 420 000         | 10 septembre 2017 | 3 213 000   |
| 138 | 06 | Joue-la comme Brackenreid             | Bend It Like Brackenreid                 | 14 novembre 2016    | 1 325 000         | 10 septembre 2017 | 3 210 000   |
| 139 | 07 | Rouge à lèvres assassin               | Painted Ladies                           | 21 novembre 2016    | 1 340 000         | 17 septembre 2017 | 3 480 000   |
| 140 | 08 | Un témoin encombrant                  | Weekend at Murdoch's                     | 28 novembre 2016    | 1 303 000         | 17 septembre 2017 | 3 150 000   |
| 141 | 09 | Le Rôdeur                             | Excitable Chap                           | 5 décembre 2016     | 1 236 000         | 24 septembre 2017 | 3 181 000   |
| SP2 | -  | Il était une fois Noël                | Once Upon a Murdoch Christmas (téléfilm) | 12 décembre 2016    | 1 404 000         | 25 décembre 2016  | 2 713 000   |
| 142 | 10 | La voix du démon                      | The Devil Inside                         | 9 janvier 2017      | 1 403 000         | 24 septembre 2017 | 2 810 000   |
| 143 | 11 | Un fin limier                         | A Murdog Mystery                         | 16 janvier 2017     | 1 413 000         | 1er octobre 2017  | 3 300 000   |
| 144 | 12 | Retrouvailles inespérées              | The Missing                              | 23 janvier 2017     | 1 412 000         | 1er octobre 2017  | 3 220 000   |
| 145 | 13 | Les Voisins de M. Murdoch             | Mr. Murdoch's Neighbourhood              | 6 février 2017      | 1 368 000         | 8 octobre 2017    | 3 410 000   |
| 146 | 14 | L'Elixir de jouvence                  | From Murdoch to Eternity                 | 13 février 2017     | 1 352 000         | 8 octobre 2017    | 3 220 000   |
| 147 | 15 | Le Sanctuaire des déesses             | Hades Hath No Fury                       | 20 février 2017     | 1 450 000         | 15 octobre 2017   | 3 130 000   |
| 148 | 16 | Le Jeune Monsieur Lovecraft           | Master Lovecraft                         | 27 février 2017     | 1 302 000         | 15 octobre 2017   | 2 910 000   |
| 149 | 17 | Les Reines du patin                   | Hot Wheels of Thunder                    | 13 mars 2017        | 1 355 000         | 22 octobre 2017   | 3 500 000   |
| 150 | 18 | Coup monté                            | Hell to Pay                              | 20 mars 2017        | 1 232 000         | 22 octobre 2017   | 3 060 000   |

### Saison 11 (2017-2018)
| N°  | #  | Titre français Titre original                             | Réalisation      | Scénario                                  | Diffusion originale | Diffusion France  | Audience (Canada) | Audience France |
| --- | -- | --------------------------------------------------------- | ---------------- | ----------------------------------------- | ------------------- | ----------------- | ----------------- | --------------- |
| 151 | 1  | Tel le Phénix Up from Ashes                               | Don McCutcheon   | Peter Mitchell                            | 25 septembre 2017   | 19 août 2018      | 1 221 000         | 2 380 000       |
| 152 | 2  | Crime-œnologie Merlot Mysteries                           | Don McCutcheon   | Peter Mitchell et Simon McNabb            | 2 octobre 2017      | 19 août 2018      | 1 247 000         | 2 280 000       |
| 153 | 3  | Huit pas 8 Footsteps                                      | Laurie Lynd      | Paul Aitken                               | 9 octobre 2017      | 26 août 2018      | 1 185 000         | 2 640 000       |
| 154 | 4  | Le salon médical The Canadian Patient                     | Laurie Lynd      | Simon McNabb                              | 16 octobre 2017     | 26 août 2018      | 1 178 000         | 2 430 000       |
| 155 | 5  | A l'automne de la vie Dr Osler Regrets                    | Alison Reid      | Dan Trotta                                | 23 octobre 2017     | 2 septembre 2018  | 1 143 000         | 2 650 000       |
| 156 | 6  | 21, Murdoch street 21 Murdoch Street                      | Harvey Crossland | Natalia Guled                             | 6 novembre 2017     | 2 septembre 2018  | 1 072 000         | 2 300 000       |
| 157 | 7  | L'Accident The Accident                                   | Alison Reid      | Mary Pederson                             | 13 novembre 2017    | 9 septembre 2018  | 1 248 000         | 2 800 000       |
| 158 | 8  | Brackenreid artiste-peintre Brakenreid Boudoir            | Harvey Crossland | Peter Mitchell                            | 4 décembre 2017     | 9 septembre 2018  | 1 170 000         |                 |
| 159 | 9  | Des morts en pleine santé The Talking Dead                | Eleanore Lindo   | Lori Spring                               | 11 décembre 2017    | 16 septembre 2018 | 1 236 000         | 2 710 000       |
| SP3 | -  | Un Noël au bout du monde Home for the Holidays (téléfilm) | Gary Harvey      | Peter Mitchell et Simon McNabb            | 18 décembre 2017    | 31 décembre 2017  | 1 201 000         | 1 607 000       |
| 160 | 10 | Mauvaise friction F.L.A.S.H.!                             | Eleanore Lindo   | Paul Aitken                               | 8 janvier 2018      | 16 septembre 2018 | 1 249 000         |                 |
| 161 | 11 | Amateurs contre professionnels Biffers and Blockers       | Megan Follows    | Dan Trotta                                | 15 janvier 2018     | 23 septembre 2018 | 1 311 000         | 2 992 000       |
| 162 | 12 | Les larmes de Marie Mary Wept                             | Megan Follows    | Noelle Girard                             | 22 janvier 2018     | 23 septembre 2018 | 1 275 000         | 2 800 000       |
| 163 | 13 | Crabtree à la carte Crabtree à la carte                   | Leslie Hope      | Simon McNaab                              | 29 janvier 2018     | 30 septembre 2018 | 1 405 000         | 2 830 000       |
| 164 | 14 | Le grand orignal blanc The Great White Moose              | Leslie Hope      | Paul Aitken et Graham Clegg               | 5 février 2018      | 30 septembre 2018 | 1 145 000         |                 |
| 165 | 15 | L'art du rire Murdoch Schmurdoch                          | Sherren Lee      | Robert Rotenberg et Lori Spring           | 26 février 2018     | 7 octobre 2018    | 1 304 000         | 2 720 000       |
| 166 | 16 | Le jeu des rois Game Of Kings                             | Peter Mitchell   | Maureen Jennings                          | 5 mars 2018         | 7 octobre 2018    | 1 163 000         |                 |
| 167 | 17 | Le voile tombe Shadows Are Falling                        | Sherren Lee      | Mary Pedersen                             | 12 mars 2018        | 14 octobre 2018   | 1 210 000         | 3 060 000       |
| 168 | 18 | En chute libre Free Falling                               | Peter Mitchell   | Simon McNabb, Mary Pedersen et Dan Trotta | 19 mars 2018        | 14 octobre 2018   | 1 389 000         | 2 940 000       |

### Saison 12 (2018-2019)
| N°  | #  | Titre français Titre original                                                 | Réalisation         | Scénario                        | Diffusion originale | Diffusion France  | Audience (Canada) | Audience France |
| --- | -- | ----------------------------------------------------------------------------- | ------------------- | ------------------------------- | ------------------- | ----------------- | ----------------- | --------------- |
| 169 | 1  | Meurtre au manoir des Murdoch Murdoch Mystery Mansion                         | Gary Harvey         | Peter Mitchell                  | 24 septembre 2018   | 22 septembre 2019 | 997 000           | 3 140 000       |
| 170 | 2  | Opération à haut risque Operation: Murder                                     | Harvey Crossland    | Mary Pedersen                   | 1er octobre 2018    | 22 septembre 2019 | –                 | 2 940 000       |
| 171 | 3  | Mariage à la Newsome My Big Fat Mimico Wedding                                | Gary Harvey         | Simon McNabb                    | 8 octobre 2018      | 29 septembre 2019 | 1 059 000         | 3 120 000       |
| 172 | 4  | Murdoch sans frontières Murdoch Without Borders                               | Harvey Crossland    | Dan Trotta                      | 15 octobre 2018     | 29 septembre 2019 | –                 |                 |
| 173 | 5  | L'espionne qui aimait Murdoch The Spy Who Loved Murdoch                       | Alison Reid         | Simon McNabb                    | 22 octobre 2018     | 6 octobre 2019    | 1 055 000         | 2 790 000       |
| 174 | 6  | La Grande Invasion Sir. Sir? Sir!!!                                           | Craig David Wallace | Peter Mitchell                  | 29 octobre 2018     | 6 octobre 2019    | 1 017 000         | 2 430 000       |
| 175 | 7  | Légitime défense Brother's Keeper                                             | Craig David Wallace | Paul Aitken                     | 5 novembre 2018     | 13 octobre 2019   | 1 094 000         | 2 670 000       |
| 176 | 8  | Morts à plus d'un titre Drowning in Money                                     | Alison Reid         | Noelle Girard                   | 12 novembre 2018    | 13 octobre 2019   | 1 051 000         |                 |
| 177 | 9  | Secrets et mensonges Secrets and Lies                                         | Leslie Hope         | Peter Mitchell                  | 26 novembre 2018    | 20 octobre 2019   | 1 053 000         | 3 050 000       |
| 178 | 10 | Pirates des grands lacs Pirates of the Great Lakes                            | Leslie Hope         | Dan Trotta                      | 7 janvier 2019      | 20 octobre 2019   | 1 216 000         | 2 750 000       |
| 179 | 11 | Le passé sous silence Annabella Cinderella                                    | Sherren Lee         | Paul Aitken                     | 14 janvier 2019     | 27 octobre 2019   | 1 159 000         | 2 540 000       |
| 180 | 12 | La leçon en six coups Six of the Best                                         | Sherren Lee         | Lori Spring                     | 21 janvier 2019     | 27 octobre 2019   | 1 076 000         |                 |
| 181 | 13 | Murdoch contre l'homme invisible Murdoch and the Undetectable Man             | Mina Shum           | Paul Aitken                     | 28 janvier 2019     | 3 novembre 2019   | 1 098 000         | 2 923 000       |
| 182 | 14 | Les péchés du père Sins of the Father                                         | Mina Shum           | Simom McNabb                    | 4 février 2019      | 3 novembre 2019   | 1 188 000         |                 |
| 183 | 15 | Le concours de frappe One Minute to Murder                                    | Mars Horodyski      | Maureen Jennings                | 11 février 2019     |                   | 1 153 000         |                 |
| 184 | 16 | Le livre assassin Manual for Murder                                           | Warren Sonoda       | Paul Aitken et Robert Rotenberg | 18 février 2019     |                   | 1 048 000         |                 |
| 185 | 17 | Les ténèbres avant l'aube - Première partie Darkness Before the Dawn (Part 1) | Peter Mitchell      | Mary Pedersen                   | 25 février 2019     |                   | 1 167 000         |                 |
| 186 | 18 | Les ténèbres avant l'aube - Deuxième partie Darkness Before the Dawn (Part 2) | Peter Mitchell      | Simon McNabb                    | 4 mars 2019         |                   | 1 111 000         |                 |

### Saison 13 (2019-2020)
| N°  | #  | Titre français Titre original                                 | Diffusion originale | Diffusion France  | Audience (Canada) | Audience France |
| --- | -- | ------------------------------------------------------------- | ------------------- | ----------------- | ----------------- | --------------- |
| 187 | 1  | Pour la cause Troublemakers                                   | 16 septembre 2019   | 6 septembre 2020  | 1 007 000         | 2 910 000       |
| 188 | 2  | Dockers en colère Bad Pennies                                 | 23 septembre 2019   | 6 septembre 2020  | –                 | 2 620 000       |
| 189 | 3  | Jeunesse éternelle Forever Young                              | 30 septembre 2019   | 13 septembre 2020 | 1 144 000         | 2 540 000       |
| 190 | 4  | Le père prodigue Prodigal Father                              | 14 octobre 2019     | 13 septembre 2020 | –                 | Inconnue        |
| 191 | 5  | L'enfer du camping Murdoch and the Cursed Caves               | 28 octobre 2019     | 20 septembre 2020 | Inconnue          | 2 770 000       |
| 192 | 6  | Fin d'un philatéliste The Philately Fatality                  | 4 novembre 2019     | 20 septembre 2020 | Inconnue          | 2 430 000       |
| 193 | 7  | Toronto la nuit Toronto the Bad                               | 11 novembre 2019    | 27 septembre 2020 | Inconnue          | 2 790 000       |
| 194 | 8  | Rideau final The Final Curtain                                | 18 novembre 2019    | 27 septembre 2020 | Inconnue          | 2 380 000       |
| 195 | 9  | Dose mortelle The Killing Dose                                | 25 novembre 2019    | 4 octobre 2020    | Inconnue          | 2 600 000       |
| 196 | 10 | Héritage spiritueux Parker in the Rye                         | 6 janvier 2020      | 4 octobre 2020    | Inconnue          | 2 420 000       |
| 197 | 11 | Comment voyez-vous l'avenir ? Staring Blindly into the Future | 13 janvier 2020     | 11 octobre 2020   | Inconnue          | 2 440 000       |
| 198 | 12 | Une partie de chasse Fox Hunt                                 | 20 janvier 2020     | 11 octobre 2020   | Inconnue          | 2 090 000       |
| 199 | 13 | Preuves accablantes Kill Thy Neighbour                        | 27 janvier 2020     | 18 octobre 2020   | Inconnue          | 2 240 000       |
| 200 | 14 | Suicide en cellule Rigid Silence                              | 3 février 2020      | 18 octobre 2020   | Inconnue          | 2 060 000       |
| 201 | 15 | Le procès de Terrence Meyers The Trial of Terrence Meyers     | 10 février 2020     | 25 octobre 2020   | Inconnue          | 2 260 000       |
| 202 | 16 | L'inspecteur Ogden In the Company of Women                    | 17 février 2020     | 25 octobre 2020   | Inconnue          | 2 010 000       |
| 203 | 17 | Une visite inopportune Things Left Behind                     | 24 février 2020     | 1er novembre 2020 | Inconnue          | 2 420 000       |
| 204 | 18 | Le règlement à la lettre The Future is Unwritten              | 2 mars 2020         | 1er novembre 2020 | Inconnue          | 2 230 000       |

### Saison 14 (2021)
Elle est diffusée depuis le 4 janvier 2021 sur la CBC.
| N°  | #  | Titre français                    | Titre original                   | Diffusion originale | Diffusion FR      |
| --- | -- | --------------------------------- | -------------------------------- | ------------------- | ----------------- |
| 205 | 01 | Rira bien qui rira le dernier     | Murdoch and the Tramp            | 4 janvier 2021      | 12 septembre 2021 |
| 206 | 02 | Une adolescence tumultueuse       | Rough and Tumble                 | 11 janvier 2021     | 12 septembre 2021 |
| 207 | 03 | Code M pour Murdoch               | Code M for Murdoch               | 18 janvier 2021     | 19 septembre 2021 |
| 208 | 04 | Une expérience électrisante       | Shock Value                      | 25 janvier 2021     | 19 septembre 2021 |
| 209 | 05 | Petit déjeuner et meurtre compris | Murder Checks In                 | 1er février 2021    | 26 septembre 2021 |
| 210 | 06 | La congrégation de la vertu       | The Ministry of Virtue           | 8 février 2021      | 26 septembre 2021 |
| 211 | 07 | Casse-têtes                       | Murdoch Escape Room              | 15 février 2021     | 3 octobre 2021    |
| 212 | 08 | Le royaume de New South Mimico    | The Dominion of New South Mimico | 22 février 2021     | 3 octobre 2021    |
| 213 | 09 | Une loi à deux vitesses           | The .38 Murdoch Special          | 1er mars 2021       | 10 octobre 2021   |
| 214 | 10 | Quand tout se brise (1/2)         | Everything is Broken Part One    | 8 mars 2021         | 10 octobre 2021   |
| 215 | 11 | Quand tout se brise (2/2)         | Everything is Broken Part Two    | 15 mars 2021        | 17 octobre 2021   |

### Saison 15 (2021-2022)
| N°  | #  | Titre français                          | Titre original                       | Diffusion originale | Diffusion FR     |
| --- | -- | --------------------------------------- | ------------------------------------ | ------------------- | ---------------- |
| 216 | 01 | Ce qu'on fait par amour, partie 1       | The Things We Do for Love - Part One | 13 septembre 2021   | 5 mars 2023      |
| 217 | 02 | Ce qu'on fait par amour, partie 2       | The Things We Do for Love - Part Two | 27 septembre 2021   | 5 mars 2023      |
| 218 | 03 | La traque                               | Manhunt                              | 4 octobre 2021      | 12 mars 2023     |
| 219 | 04 | Le crime du Toronto Express             | Blood on the Tracks                  | 11 octobre 2021     | 12 mars 2023     |
| 220 | 05 | Argent et sentiments                    | Love or Money                        | 18 octobre 2021     | 19 mars 2023     |
| 221 | 06 | Souviens-toi... l'automne dernier       | I Know What You Did Last Autumn      | 25 octobre 2021     | 19 mars 2023     |
| 222 | 07 | L'incorrigible docteur Ogden            | The Incorrigible Dr Ogden            | 1er novembre 2021   | 26 mars 2023     |
| 223 | 08 | Comme chien et chat                     | Murdoch Knows Best                   | 8 novembre 2021     | 26 mars 2023     |
| 224 | 09 | Madame a disparu                        | The Lady Vanishes                    | 15 novembre 2021    | 2 avril 2023     |
| 225 | 10 | Un sang d'encre                         | Drawn in Blood                       | 22 novembre 2021    | 2 avril 2023     |
| 226 | 11 | L'étrange Noël de l'inspecteur Murdoch  | The Night Before Christmas           | 29 novembre 2021    | 22 décembre 2024 |
| 227 | 12 | Le grand départ de Mary Pickford        | There's Something About Mary         | 3 janvier 2022      | Inconnue         |
| 228 | 13 | Murdoch en analyse                      | Murdoch on the Couch                 | 10 janvier 2022     | Inconnue         |
| 229 | 14 | Les sorcières de Toronto                | The Witches of East York             | 17 janvier 2022     | Inconnue         |
| 230 | 15 | Ralph et sa horde                       | Rawhide Ralph                        | 24 janvier 2022     | Inconnue         |
| 231 | 16 | Un tournoi mouvementé                   | It's a Wonderful Game                | 31 janvier 2022     | Inconnue         |
| 232 | 17 | Des préjugés tenaces                    | Bloodlines                           | 21 février 2022     | Inconnue         |
| 233 | 18 | Une famille sans histoires              | Patriot Games                        | 28 février 2022     | Inconnue         |
| 234 | 19 | Délit de pauvreté                       | Brother Can You Spare a Crime        | 7 mars 2022         | Inconnue         |
| 235 | 20 | Le salon de partage planétaire Pendrick | Pendrick's Planetary Parlour         | 14 mars 2022        | Inconnue         |
| 236 | 21 | La musique du diable                    | Devil Music                          | 21 mars 2022        | Inconnue         |
| 237 | 22 | Douce Amelia                            | Sweet Amelia                         | 28 mars 2022        | Inconnue         |
| 238 | 23 | Les conséquences de nos actes           | Pay the Piper                        | 4 avril 2022        | Inconnue         |
| 239 | 24 | Rencontres d'un autre type              | Close Encounters                     | 11 avril 2022       | Inconnue         |

### Saison 16 (2022-2023)
| N°  | #  | Titre français                            | Titre original                        | Diffusion originale | Diffusion FR    |
| --- | -- | ----------------------------------------- | ------------------------------------- | ------------------- | --------------- |
| 240 | 01 | Zombie et Prophétie (1re partie)          | Sometimes They Come Back, Part 1      | 12 septembre 2022   | 14 Juillet 2025 |
| 241 | 02 | Zombie et Prophétie (2e partie)           | Sometimes They Come Back, Part 2      | 19 septembre 2022   | 14 Juillet 2025 |
| 242 | 03 | Le Congrès des écrivains                  | The Write Stuff                       | 26 septembre 2022   | 14 Juillet 2025 |
| 243 | 04 | Des jeunes femmes pleines d'avenir        | Promising Young Ladies                | 3 octobre 2022      | 14 Juillet 2025 |
| 244 | 05 | L'ivresse de la vitesse                   | Murdoch Rides Easy                    | 10 octobre 2022     | 21 Juillet 2025 |
| 245 | 06 | Crime contre nature                       | Clean Hands                           | 17 octobre 2022     | 21 Juillet 2025 |
| 246 | 07 | La mort frappe en silence                 | Murdoch and the Sonic Boom            | 24 octobre 2022     | 21 Juillet 2025 |
| 247 | 08 | Le retour du clown tueur                  | I Still Know What You Did Last Autumn | 31 octobre 2022     | 21 Juillet 2025 |
| 248 | 09 | Lune de miel dans le Hampshire            | Honeymoon in Hampshire                | 7 novembre 2022     | Inconnue        |
| 249 | 10 | En route vers les J.O.                    | Dash to Death                         | 14 novembre 2022    | Inconnue        |
| 250 | 11 | Mort à l'arrivée                          | D.O.A.                                | 21 novembre 2022    | Inconnue        |
| 251 | 12 | La Jument de porcelaine                   | Porcelain Maiden                      | 2 janvier 2023      | Inconnue        |
| 252 | 13 | Vengeance tardive                         | Vengeance Makes the Man               | 9 janvier 2023      | Inconnue        |
| 253 | 14 | La Fin du monde                           | Murdoch at the End of the World       | 16 janvier 2023     | Inconnue        |
| 254 | 15 | Rompre les rangs                          | Breaking Ranks                        | 23 janvier 2023     | Inconnue        |
| 255 | 16 | Un fantôme du passé                       | An Avoidable Hinder                   | 6 février 2023      | Inconnue        |
| 256 | 17 | La Ballade de Gentleman Jones             | Ballad of Gentleman Jones             | 13 février 2023     | Inconnue        |
| 257 | 18 | Cachez ce nu ?                            | Virtue and Vice                       | 20 février 2023     | Inconnue        |
| 258 | 19 | La vérité sur l'affaire Abigail Prescott  | Whatever Happened to Abigail Prescott | 27 février 2023     | Inconnue        |
| 259 | 20 | Une vieille connaissance                  | Just Desserts                         | 6 mars 2023         | Inconnue        |
| 260 | 21 | Meurtre en si bémol mineur                | Murder in F Major                     | 20 mars 2023        | Inconnue        |
| 261 | 22 | Fragrance et Sentiments                   | Scents and Sensibility                | 27 mars 2023        | Inconnue        |
| 262 | 23 | Le Nouvel Inspecteur en chef ? 1re partie | The Long Goodbye, Part One            | 3 avril 2023        | Inconnue        |
| 263 | 24 | Le Nouvel Inspecteur en chef ? 2e partie  | The Long Goodbye, Part Two            | 10 avril 2023       | Inconnue        |

### Saison 17 (2023-2024)
| N°  | #  | Titre français                 | Titre original                   | Diffusion originale | Diffusion FR |
| --- | -- | ------------------------------ | -------------------------------- | ------------------- | ------------ |
| 264 | 01 | Cas de conscience, 1re partie  | Do the Right Thing Part One      | 2 octobre 2023      | Inconnue     |
| 265 | 02 | Cas de conscience, 2e partie   | Do the Right Thing Part Two      | 9 octobre 2023      | Inconnue     |
| 266 | 03 | Murdoch et la Joconde          | Murdoch and the Mona Lisa        | 16 octobre 2023     | Inconnue     |
| 267 | 04 | Rêves de grandeur              | Bottom of the Barrel             | 23 octobre 2023     | Inconnue     |
| 268 | 05 | Le Poste des horreur           | Station House of Horror          | 30 octobre 2023     | Inconnue     |
| 269 | 06 | S'épanouir à en mourir         | Dying to be Enlightened          | 6 novembre 2023     | Inconnue     |
| 270 | 07 | La mort aux courses            | Cool Million                     | 13 novembre 2023    | Inconnue     |
| 271 | 08 | Promenons-nous dans les bois   | The Cottage in the Woods         | 20 novembre 2023    | Inconnue     |
| 272 | 09 | La liste du Père Noël          | The Christmas List               | 27 novembre 2023    | Inconnue     |
| 273 | 10 | Fenêtre sur rue                | Mrs. Crabtree's Neighborhood     | 1er janvier 2024    | Inconnue     |
| 274 | 11 | La guerre des Clans            | A Heavy Event                    | 8 janvier 2024      | Inconnue     |
| 275 | 12 | Le mauvais œil                 | Wheel of Bad Fortune             | 15 janvier 2024     | Inconnue     |
| 276 | 13 | Destination nulle part         | Train to Nowhere                 | 22 janvier 2024     | Inconnue     |
| 277 | 14 | L'attaque des abeilles tueuses | The Smell of Alarm               | 29 janvier 2024     | Inconnue     |
| 278 | 15 | Murdoch et le trésor de Lima   | Murdoch and the Treasure of Lima | 5 février 2024      | Inconnue     |
| 279 | 16 | Prédicateur Jimmy Wilde        | Preacher Jimmy Wilde             | 12 février 2024     | Inconnue     |
| 280 | 17 | Le fantastique M. Fawkes       | The Fantastic Mr. Fawkes         | 19 février 2024     | Inconnue     |
| 281 | 18 | Esprits dans la nuit           | Spirits in the Night             | 26 février 2024     | Inconnue     |
| 282 | 19 | Une maladie mystérieuse        | A Most Surprising Bond           | 4 mars 2024         | Inconnue     |
| 283 | 20 | Rhapsodie dans le sang         | Rhapsody in Blood                | 11 mars 2024        | Inconnue     |
| 284 | 21 | Fiancé pour être assassiné     | Engaged to be Murdered           | 18 mars 2024        | Inconnue     |
| 285 | 22 | Pourquoi tout le monde chante? | Why is Everybody Singing?        | 25 mars 2024        | Inconnue     |
| 286 | 23 | La fumée pénètre en vous       | Smoke Gets in Your Eyes          | 1er avril 2024      | Inconnue     |
| 287 | 24 | Des yeux pour le bien commun   | For the Greater Good             | 8 avril 2024        | Inconnue     |

### Saison 18 (2024-2025)
| N°  | #  | Titre français                                    | Titre original                                                     | Diffusion originale | Diffusion FR |
| --- | -- | ------------------------------------------------- | ------------------------------------------------------------------ | ------------------- | ------------ |
| 288 | 01 | La nouvelle recrue                                | The New Recruit                                                    | 30 septembre 2024   | Inconnue     |
| 289 | 02 | Seul Murdoch dans le bâtiment                     | Only Murdoch in the Building                                       | 14 octobre 2024     | Inconnue     |
| 290 | 03 | Mais qui est ce Dickens?                          | What the Dickens?!                                                 | 21 octobre 2024     | Inconnue     |
| 291 | 04 | Donne-moi un abri                                 | Gimme Shelter                                                      | 28 octobre 2024     | Inconnue     |
| 292 | 05 | Une starlette est née                             | A Starlet Is Born                                                  | 4 novembre 2024     | Inconnue     |
| 293 | 06 | Le lien Murdoch                                   | The Murdoch Link                                                   | 18 novembre 2024    | Inconnue     |
| 294 | 07 | La mesure de mes rêves                            | Measure of My Dreams                                               | 25 novembre 2024    | Inconnue     |
| 295 | 08 | Bienvenue au paradis                              | Welcome to Paradise                                                | 6 janvier 2025      | Inconnue     |
| 296 | 09 | Quand le caoutchouc rencontre la route            | When Rubber Meets the Road                                         | 13 janvier 2025     | Inconnue     |
| 297 | 10 | Les hommes qui ont vendu le monde                 | The Men Who Sold the World                                         | 20 janvier 2025     | Inconnue     |
| 298 | 11 | Bombes                                            | Bombshells                                                         | 27 janvier 2025     | Inconnue     |
| 299 | 12 | L'étoile de Mandalay                              | The Star of Mandalay                                               | 3 février 2025      | Inconnue     |
| 300 | 13 | Le mauvais homme                                  | The Wrong Man                                                      | 10 février 2025     | Inconnue     |
| 301 | 14 | Un meurtre des plus commodes                      | A Murder Most Convenient                                           | 17 février 2025     | Inconnue     |
| 302 | 15 | Quand les yeux des Irlandais mentent              | When Irish Eyes are Lying                                          | 24 février 2025     | Inconnue     |
| 303 | 16 | La barbe de Shakespeare                           | Shakespeare's Beard                                                | 3 mars 2025         | Inconnue     |
| 304 | 17 | La mort de James Pendrick                         | The Death of James Pendrick                                        | 10 mars 2025        | Inconnue     |
| 305 | 18 | Les aventures incroyables et étonnantes de George | The Incredible Astonishing Adventures of Constable George Crabtree | 17 mars 2025        | Inconnue     |
| 306 | 19 | L'héritier du chien                               | Heir of the Dog                                                    | 24 mars 2025        | Inconnue     |
| 307 | 20 | La poste                                          | Going Postal                                                       | 31 mars 2025        | Inconnue     |
| 308 | 21 | Le corps électrique                               | The Body Electric                                                  | 7 avril 2025        | Inconnue     |
| 309 | 22 | Nous prenons soin des nôtres                      | We Take Care of Our Own                                            | 14 avril 2025       | Inconnue     |